# Casa da Ciência
A Casa da Ciência é um órgão suplementar do Fórum de Ciência e Cultura da Universidade Federal do Rio de Janeiro (UFRJ) que atua como centro de popularização da ciência. Está localizada no número 3 da rua Lauro Müller, no bairro de Botafogo, na cidade do Rio de Janeiro, no Brasil. Suas atividades incluem exposições, ciclos de seminários, palestras e apresentações audiovisuais, não só na sede da instituição, mas também em outros projetos paralelos, levados a escolas e outras entidades. 